# 慧琳 (唐朝)
慧琳（736年—820年），原姓裴，即裴慧琳，西域疏勒（今新疆喀什疏勒县）人，本疏勒王族，唐代京师西明寺僧人，佛教学者、大兴善寺翻译僧，语言学家、佛学家。
釋慧琳青年时代离开故乡到长安，13岁入长安大兴善寺，初为寺内室洒（洒水扫地杂僧），出家后拜密宗三藏僧不空为师，学习密教。后为西明寺住持。
他精通梵语和佛教经典，对汉语文化也有精深的造诣，“博及群经，精通训诂”。“内持密藏，外究儒流”，于佛学和儒学均造诣甚深，精通印度声明论（音韵）和中国的训诂学。
唐德宗贞元四年（788年）开始引用《说文解字》、《字林》、《字统》、《声类》、《三苍》、《切韵》、《玉篇》古代韵书、字书及佛典，潜心研究佛教经典及典故。历时25年，唐宪宗元和五年（810年)在西明寺用汉文编纂出《大藏音义》一百卷，又称《一切经音义》、《慧琳音义》或《大藏音义》。始《大般若》，终《护命法》，此书专释玄奘未释和贞观后翻译的佛经之词，共解释一千三百部五千零四十八卷佛经的音义，引用中唐以前字书及诸经杂史达二百五十馀种，为佛经训诂集大成之作。对佛经音义作详尽注解，书中对佛经梵语音训、音义均有阐释，对中外方言、典故、人文地理，均有引述。宋、元时期传入朝鲜和日本。